# Корал
Корали (Anthozoa) су жарњаци који имају само облик полипа, солитарних или колонијалних, али увек сесилних (причвршћених за подлогу). Тело им је цилиндричног облика са усним отвором у облику пукотине око кога је венац пипака. Усни отвор се налази на слободном крају и наставља се на гастроваскуларну дупљу.
Корална „група” је колонија великог броја генетски идентичних полипа. Сваки полип је животиња налик на врећу, обично само неколико милиметара у пречнику и неколико центиметара у висину. Скуп пипака окружује централни отвор за уста. Сваки полип излучује егзоскелет у близини базе. Током многих генерација, колонија тако ствара скелет карактеристичан за врсту који може да мери и до неколико метара. Појединачне колоније расту асексуалном репродукцијом полипа. Корали се такође размножавају полно мрештењем: полипи исте врсте ослобађају гамете истовремено преко ноћи, често око пуног месеца. Оплођена јаја формирају плануле, мобилни рани облик коралног полипа који, када сазри, формира нову колонију.
Иако су неки корали у стању да ухвате планктон и мале рибе користећи убодне ћелије на својим пипцима, већина корала добија већину своје енергије и хранљивих материја из фотосинтетских једноћелијских динофлагелата из рода Symbiodinium који живе у њиховим ткивима. Оне су опште познате као зооксантеле и дају боју корала. Такви корали захтевају сунчеву светлост и расту у чистој, плиткој води, обично на дубинама мањим од 60 metres (200 feet; 33 fathoms). Корали дају велики допринос физичкој структури коралних гребена који се развијају у тропским и суптропским водама, као што је Велики корални гребен код обале Аустралије. Ови корали су све више изложени ризику од избељивања где полипи избацују зуксантеле као одговор на стрес као што су висока температура воде или токсини.
Други корали се не ослањају на зуксантеле и могу да живе глобално у много дубљим водама, као што је хладноводни род Lophelia који може да преживи и до 3.300 metres (10.800 feet; 1.800 fathoms). Неки су пронађени чак на северу до Дарвинових хумки, северозападно од рта Рат у Шкотској, а други код обале државе Вашингтон и Алеутских острва.

## Таксономија
О класификацији корала се расправља миленијумима, због сличности са биљкама и животињама. Аристотелов ученик Теофраст је описао црвени корал, korallion, у својој књизи о камењу, наговештавајући да је минерал, али га је описао као биљку дубоког мора у својим истраживањима о биљкама, где такође помиње велике камене биљке које откривају светле цветове када су под водом у Заливу хероја. Плиније Старији је храбро изјавио да неколико морских створења, укључујући морске коприве и сунђере, „нису ни животиње ни биљке, већ поседују трећу природу (tertia natura)“. Петрус Гилијус је копирао Плинија, уводећи термин зуфита за ову трећу групу у својој књизи из 1535. године О француским и латинским називима риба у области Марсеља; популарно, али погрешно се претпоставља да је Аристотел створио термин. Гилије је даље приметио, пратећи Аристотела, колико је тешко дефинисати шта је биљка, а шта животиња. Вавилонски Талмуд помиње корал међу списком врста дрвећа, а француски коментатор Раши из 11. века га описује као „врсту дрвета (מין עץ) која расте под водом и која носи (француски) назив „корал“.

## Увод
Обликом најчешће подсећају на разгранато дрво захваљујући чему су још у античком добу били познати као морско дрвеће. Осим тога и код њих се као и код дрвећа приликом раста образују годови. Стари народи, Грци и Египћани, су им приписивали магијске моћи па их посвећивали богињама љубави и лепоте, а даривали младенцима. Арапска и индијска народна медицина им даје још већи значај сматрајући их изузетно лековитим. У савременој медицини се користе приликом пресађивања костију. Као прва асоцијација на ове животиње свакако је накит који се од њих прави невероватно дуго, сматра се 20 000 година. Једно море је по њима добило назив.

## Грађа
Најсроднији су морским сасама (анемонама) и медузама. За разлику од њих, имају добро развијен скелет и састоје се од огромног броја јединки (полипа) које живе заједно удружене у колоније. Тело појединачних јединки је сличне грађе као медузе, што значи да:
- садржи жарне ћелије
- телесни зид је двослојан и др.

Видети: жарњаци и медуза
Присуство скелета им је главни знак распознавања, односно, оно што се у свакодневном животу назива коралом. 
Скелет је код највећег броја врста изграђен од калцијум-карбоната, познатијег као кречњак, мада постоје и малобројне врсте са рожним скелетом каква су, рецимо, танана, фина морска пера (Pennatula). Њихов скелет има симетричну грађу, састоји се из једног стабла са кога полазе перасто распоређене гране живо обојене црвено или љубичасто. Неки корали, као нпр. горгоније садрже у скелету поприличне количине јода па су се у средњем веку примењивали у медицини. Боја скелета зависи од услова живота и органског састава (хране) и може веома да варира од плаве до црне, жуте или црвене.
Према месту где се ствара скелет може бити:
- спољашњи или
- унутрашњи.

У спољашњем као у сићушној чашици живе појединачни полипи, да би се хиљаде и хиљаде тих чашица повезало и наградило разгранату колонију. Унутрашњи се образује у самом телу полипа па изгледа као да је живо тело колоније навучено на њега (као рукавица на руку).

## Корални спрудови
Корални полипи се размножавају пупљењем при чему се новонастале јединке не одвајају већ остају заједно градећи колонију. Сталним пупљењем, које се увек одвија на врховима грана, колонија расте. Сваки појединачни полип, меког желатинозног тела, лучи скелет који га штити. Када полипи угину остаје скелет који се може нагомилавати и достизати огромне димензије. Треба напоменути да у образовању спрудова, поред скелета корала, учествују и скелети других животиња које живе са коралима.
Топла мора, где најмања зимска температура варира око 20 °C, погодују овим животињама тако да могу достићи димензије које задивљују. Тако гране једног тропског корала могу да буду више од 4m са пречником већим од 2m. Нагомилавањем скелета образују се подводне стене, спрудови и атоли као њихова посебна врста. Атоли имају облик прстена изграђеног од корала, а у средишњем делу је морска вода. Раст скелета ових животињица је јако спор, сматра се да грана пречника 1 cm расте годишње 2-10 cm. Необично је важно да одређени услови средине, поготово температура морске воде, буду оптимални да би и сам раст то био. 
У морима, где су такви услови обезбеђени, образују се спрудови заиста импозантних размера. Велики корални гребен на обали Аустралије, иначе и највећи корални гребен на свету, дугачак је 2000 km и представља право чудо природе, јер је тих 2000 km наградило мноштво сићушних полипа (ради се о милионима и милионима) удружених у колоније.

## Значај и употреба
У изради накита и различитих украсних предмета користи се из само пет од укупно 27 врста корала. У Медитерану се у те сврхе користи црвени корал (Corallium rubrum) који је сада заштићена врста. Скелет црвеног корала изграђен је од мноштва иглица које стапањем у чврсту масу граде стабло колоније. Живи на дубини од 20-200 m у облику разгранатог дрвета без листова које је окренуто наглавачке, односно виси са подводних стена.
Одувек су корали представљали непознаницу због чега су им у народним веровањима приписиване магијске и исцељитељске моћи. Таква веровања су се преносила са колена на колено и код многих народа задржала до данас.
У античко доба У Грчкој се корали посвећују богињи лепоте Венери, Египћани богињи љубави Изиди и користе у лечењу различитих обољења. Слично је било и код Арапа који су од корала правили прах за лечење очних, кожних обољења и чишћење организма. За Римљане су имали значење амулета који доносе срећу и дуг живот. И Индији се за корале верује да заустављају лудило и доносе мудрост, док међу афричким племенима су још цењенији и вреде читаво богатство.
Савремена медицина им баш не верује толико, али су и ту нашли примену. Тело човека лако прихвата корале јер је њихов минерални састав сличан људском па их ортопедски хирурзи користе за пресађивање костију. По неким алтернативним мишљењима минералима из корала може се надокнадити њихов евентуални недостатак у организму човека и тиме спречити обољење изазвано тим недостатком.
Интересантно је да се раст корала може упоредити са дебљањем стабла дрвенастих биљака јер се оба одвијају образовањем годова. Савремени палеонтолози утврдили су у фосилима корала фине годове за које се сматра да представљају не годишње (као код дрвећа), већ дневне годове раста. На основу те дневне стопе раста утврђено је да је година крајем периода девона трајала око 400 дана, док савремени корали награде око 360 годова годишње.

## Угроженост корала
Идеално станиште за подводни свет тропских и суптропских мора представљају коралне шуме, спрудови и атоли. У њима живи мноштво разноврсних риба, морских звезда, алги. Немарношћу, небригом човека тај свет постаје озбиљно угрожен.
Глобално загревање, изазвано загађењем средине, узима свој позамашан данак и у коралима. Корали су врло осетљиви на температурна колебања и воле топла мора. У претоплој морској води корали се напросто скувају одбацују алге, којима се хране услед чега побеле и угину. Такве, беживотне корале напуштају и животиње које су ту налазиле храну и склониште.
Данас је све више и више побелелих корала при чему се дешава да се неки поврате у претходно стање, али велики број њих угине. По неким подацима је 1998. године била најпогубнија за корале јер их је 16% избелело или угинуло. По најцрњим прогнозама ако се у наредних 10-так година не заустави загађивање средине и раст температуре доћи ће до потпуног уништења корала.

## Класификација
Класа антозоа (Anthozoa) дели се на две поткласе:
1. октокоралије (Octocorallia или Alcyonaria) које су увек колонијалне и имају осмозрачну симетрију и осам перастих тентакула (пипака); ова поткласа се дели на редове:

- Stolonifera
- Telestacea
- Alcyonacea
- Coenothecalia
- Gorgonacea
- Pennatulacea

1. хексакоралије (Hexacorallia или Zoantharia) су организми са шестозрачном симетријом, могу бити појединачни или колонијални и тентакуле су једноставне (нису перасте), поређане у један или већи број низова око усног отвора тако да граде круну пипака; припадају им како корали (камени, односно, они који образују спрудове) тако и морске сасе које се сврставају у редове:

- Actinaria (морске сасе)
- Madreporaria
- Zoanthidea
- Antipatharia
- Ceriantharia
- Corallimorpharia
- Numidiaphyllida †
- Scleractinia
- Kilbuchophyllida †
- Heterocorallida †
- Rugosa †
- Heliolitida †
- Tabulata †
- Cothoniida †
- Tabuloconida †
- Ptychodactiaria

## Рефернце
1. ↑  Squires, D.F. (1959). „Deep sea corals collected by the Lamont Geological Observatory. 1. Atlantic corals” (PDF). American Museum Novitates (1965): 23.
2. ↑  Leroi, Armand Marie (2014). The Lagoon: How Aristotle Invented Science. Bloomsbury. стр. 271. ISBN 978-1-4088-3622-4.
3. 1 2 3  Bowen, James (2015). The Coral Reef Era: From Discovery to Decline: A history of scientific investigation from 1600 to the Anthropocene Epoch. Springer. стр. 5—7. ISBN 978-3-319-07479-5.
4. ↑  Babylonian Talmud, Rosh Hashana 23a, and commentary of Rashi (24th narrow line)